# Agustín Fraile Ballesteros
Agustín Fraile Ballesteros (f. 1947) fue un maestro y guerrillero español.

## Biografía
Oriundo de la localidad cacereña de Peraleda de la Mata, era maestro de profesión. Llegó a militar en el Partido Comunista de España. En septiembre de 1936, estando destinado como maestro nacional en Daimiel, fue designado Inspector interino de Primera esnseñanza para la provincia de Ciudad Real.
Tras el estallido de la Guerra civil pasó a formar parte del comisariado político del Ejército Popular de la República; llegó a ejercer como comisario de la 13.ª División.
Acabada la contienda se uniría al Maquis antifranquista. Utilizaría los pseudónimos de «Santiago» o «Padilla». Integrado en la 1.ª Agrupación guerrillera de la zona centro, el comandante la misma, Jesús Bayón González «Carlos», le nombró jefe de Propaganda. Posteriormente también asumiría el puesto de 2.º jefe de la Agrupación. Esta unidad actuaba en la zona de los Montes de Toledo, al sur del Tajo. No obstante, hacia 1947 Agustín Fraile y otros guerrilleros se trasladaron a la Sierra de San Pedro, en la provincia de Cáceres. Cayó abatido el 23 de marzo de 1947 durante un encuentro con la Guardia Civil, siendo enterrado en Aliseda.